# Liste der Kulturdenkmäler in Unterneustadt
Die Liste der Kulturdenkmäler in Unterneustadt enthält alle Kulturdenkmäler in der Unterneustadt, einem der 23 Gemeindeteile der kreisfreien Stadt Kassel, die in der vom Landesamt für Denkmalpflege Hessen 1983 herausgegebenen Denkmaltopographie veröffentlicht wurden.

## Legende
- Bezeichnung: Nennt den Namen, die Bezeichnung oder die Art des Kulturdenkmals.
- Lage: Nennt den Straßennamen und wenn vorhanden die Hausnummer des Kulturdenkmals. Die Grundsortierung der Liste erfolgt nach dieser Adresse. Der Link „Karte“ führt zu verschiedenen Kartendarstellungen und nennt die Koordinaten des Kulturdenkmals.
- Bauzeit: Gibt die Datierung an; das Jahr der Fertigstellung bzw. den Zeitraum der Errichtung. Eine Sortierung nach Jahr ist möglich.
- Beschreibung: Nennt bauliche und geschichtliche Einzelheiten des Kulturdenkmals, vorzugsweise die Denkmaleigenschaften. In Klammern sollte die Begründung des Denkmalwertes abgekürzt angegeben werden: g = geschichtlich, k = künstlerisch, s = städtebaulich, t = technisch, w = wissenschaftlich.

## Denkmalliste Unterneustadt
| Bild                                    | Bezeichnung                             | Lage                                                        | Beschreibung | Bauzeit                            | Daten |
| --------------------------------------- | --------------------------------------- | ----------------------------------------------------------- | --- | ---------------------------------- | ----- |
| Drahtbrücke                             | Drahtbrücke                             | Drahtbrücke, oberhalb der Einmündung der kleinen Fulda Lage | Brücke zwischen den Stadtteilen Südstadt und Unterneustadt (t)                                                                           | 1870, nach Einsturz Neuaufbau 1940 |       |
| Pavillon am Messeplatz, „Fullepavillon“ | Pavillon am Messeplatz, „Fullepavillon“ | Leipziger Straße 2 Lage                                     | Pavillon, künstlerisch durchgebildeter Zweckbau (g)                                                                                      | um 1955                            |       |
| Justizvollzugsanstalt                   | Justizvollzugsanstalt                   | Leipziger Straße 11 Lage                                    | ehemalige Justizvollzugsanstalt, heute Wohnanlage (g, s)                                                                                 | um 1880                            |       |
| Unterneustädter Schule                  | Unterneustädter Schule                  | Leipziger Straße 13 Lage                                    | Schule (g, s) | um 1890                            |       |
| Haus der Jugend, „Willi-Seidel-Haus“    | Haus der Jugend, „Willi-Seidel-Haus“    | Mühlengasse 1 (Mühlengasse 15 laut Denkmaltopographie) Lage | Haus der Jugend, Architekt W. Noell, errichtet auf den Grundmauern eines Kastells aus dem 17. Jh. dessen Kasematten erhalten sind (g, s) | 1952/53                            |       |
| Ruine der ehem. Unterneustädter Mühle   | Ruine der ehem. Unterneustädter Mühle   | Mühlengasse 31 Lage                                         | Ruine der 1912 zerstörten Mühle (g, w)                                                                                                   | 1538                               |       |
| Villa Sternstraße                       | Villa Sternstraße                       | Sternstraße 19 Lage                                         | Wohngebäude im Schweizer Landhausstil (k)                                                                                                | um 1880                            |       |
| Walzenwehr                              | Walzenwehr                              | Salztorstraße Lage                                          | Walzenwehr und Schleuse (t) | 1904–1913                          |       |

## Belege
- Landesamt für Denkmalpflege Hessen (Hrsg.): Denkmaltopographie Bundesrepublik Deutschland. Baudenkmale in Hessen. Stadt Kassel I. Vieweg Verlag, Braunschweig 1983, ISBN 3-528-06232-0.

- Karte mit allen Koordinaten:
- OSM |
- WikiMap